# 仙佛同源
《仙佛同源》, 元代全真道士“缘督真人”赵友钦著。专论道、佛一致。其徒“上阳子”陈致虚《金丹大要》中有少量遗说。《金丹大要序》：“缘督子词气聪明，博物精通，挹尽群书，或注或释。总三教为一家。作《仙佛同源》《金丹难问》等书，而金丹大備。”